# Armin D. Lehmann
Armin Dieter Lehmann (23 de maio de 1928, Munique, Alemanha — 10 de outubro de 2008, Coos Bay, Oregon, Estados Unidos) foi um membro da Juventude Hitlerista que atuou como mensageiro do ditador alemão Adolf Hitler no Führerbunker no fim do III Reich, deixando o bunker após o suicídio de Hitler. Ele passou seus anos depois da guerra viajando, fazendo turismo, escrevendo e um ativista pela paz.